# Carbinea robertsi
Carbinea robertsi là một loài nhện trong họ Stiphidiidae.
Loài này thuộc chi Carbinea. Carbinea robertsi được V. T. Davies miêu tả năm 1999.